# Shine (Mike-Oldfield-Lied)
Shine ist ein Lied des britischen Rockmusikers Jon Anderson, in Zusammenarbeit mit dem britischen Komponisten und Multiinstrumentalisten Mike Oldfield. Es erschien im Mai 1986 als Single bei Virgin Records.

## Hintergrund
In den Jahren 1985 und 1986 nahm sich Mike Oldfield eine Auszeit von den langjährigen Strapazen der vorangegangenen fünf Jahre, in denen er oft bis zu sechs Monaten an neuen Alben arbeitete und direkt danach die daran anschließenden Tourneen plante und absolvierte. In dieser Zeit richtete er sich ein eigenes Studio ein, das ihm ermöglichte mithilfe von computergenerierten Animationstechniken eigene Musikvideos zu produzieren. Dabei half ihm der Produzent Pete Claridge dabei, dieses System optimal zu nutzen. In musikalischer Hinsicht machte sich Oldfield hingegen rar. Neben der Kompilation The Complete Mike Oldfield (1985) brachte Virgin Records vor allem seinen Backkatalog mit allen Alben von Tubular Bells bis Five Miles Out im zur damaligen Zeit neuartigen CD-Format neu heraus. Jedoch erschienen in diesem Zeitraum mit Pictures in the Dark und Shine auch zwei neue Singles von Oldfield.
Shine ist, ähnlich wie Moonlight Shadow, ein eingängiger Pop-Rock-Song, der im Mittelteil ein für Oldfield typisches Gitarrensolo enthält. Es markiert nach In High Places die zweite musikalische Kollaboration Oldfields mit dem Yes-Sänger Jon Anderson. Anders jedoch als bei In High Places, wo Anderson nur geringfügige Änderungen eines bereits bestehenden Textes von Oldfield vornahm, entstand Shine in engerer Zusammenarbeit der beiden Interpreten.

## Veröffentlichung
Shine erschien am 2. Mai 1986 als Single und war gleichzeitig die letzte Singleveröffentlichung Oldfields, die keine Auskopplung aus einem seiner regulären Alben war. Die B-Seite der Single enthielt mit The Path ein von Oldfields akustischer Gitarre getragenes Instrumentalstück, das er laut Single-Credits bereits im Jahr 1979 aufgenommen hatte und das musikalisch in der Tat eher an seine folkorientiertere Phase der 1970er Jahre mit Alben wie Hergest Ridge oder Ommadawn erinnert.

## Musikvideo
Das Musikvideo zu Shine zeigt Mike Oldfield und Jon Anderson gemeinsam singend in einem Hotelzimmer, weitere Szenen zeigen Anderson allein an einem Südseestrand. Außerdem kommen wie bereits im Video zu Pictures in the Dark computergenerierte Animationen zum Einsatz, beispielsweise eine computergenerierte Schachpartie, in der Oldfield während seines Gitarrensolos zu sehen ist.

## Chartplatzierungen
Shine konnte den Erfolg seines Vorgängers Pictures in the Dark nicht wiederholen und erreichte nur niedrige Platzierungen in Großbritannien und Deutschland.
| ChartsChartplatzierungen     | Höchstplatzierung | Wochen |
| ---------------------------- | ----------------- | ------ |
| Deutschland (GfK)            | 31 (8 Wo.)        | 8      |
| Vereinigtes Königreich (OCC) | 100 (2 Wo.)       | 2      |